# Саньюань (Саньмин)
Саньюа́нь (кит. упр. 三元, пиньинь Sānyuán) — район городского подчинения городского округа Саньмин провинции Фуцзянь (КНР).

## История
В 1940 году на стыке уездов Шасянь, Минси и Юнъань был создан уезд Саньюань (三元县).
После вхождения этих мест в состав КНР был образован Специальный район Юнъань (永安专区), и уезд Саньюань вошёл в его состав. В марте 1956 года Специальный район Юнъань был расформирован, и уезды Минси и Саньюань перешли в состав в Специального района Наньпин (南平专区), объединившись при этом в уезд Саньмин (三明县). В 1960 году уезд Саньмин был преобразован в городской уезд и передан в непосредственное подчинение властям провинции Фуцзянь. В 1961 году территория бывшего уезда Минси была выделена из городского уезда Саньмин в качестве уезда Саньмин (三明县), подчинённого городскому уезду Саньмин.
В мае 1963 года был образован Специальный район Саньмин (三明专区), и городской уезд Саньмин вошёл в его состав. В декабре 1970 года Специальный район Саньмин был переименован в Округ Саньмин (三明地区).
Постановлением Госсовета КНР от апреля 1983 года были расформированы округ Саньмин и городской уезд Саньмин, и образован городской округ Саньмин; территория бывшего городского уезда Саньмин была разделена на районы Саньюань и Мэйле.

## Административное деление
Район делится на 4 уличных комитета, 2 посёлка и 2 волости.